# Дарк (округ)
Округ Дарк (англ. Darke County) располагается в штате Огайо, США. Официально образован 3 января 1809 года. По состоянию на 2010 год, численность населения составляла 52 959 человек.

## География
По данным Бюро переписи США, общая площадь округа равняется 1 553,380 км2, из которых 1 549,081 км2 суша и 4,299 км2 или 0,280 % это водоёмы.

## Население
По данным переписи населения 2000 года в округе проживает 53 309 жителей в составе 20 419 домашних хозяйств и 14 905 семей. Плотность населения составляет 34,00 человек на км2. На территории округа насчитывается 21 583 жилых строений, при плотности застройки около 14,00-ти строений на км2. Расовый состав населения: белые — 98,09 %, афроамериканцы — 0,39 %, коренные американцы (индейцы) — 0,17 %, азиаты — 0,25 %, гавайцы — 0,02 %, представители других рас — 0,34 %, представители двух или более рас — 0,74 %. Испаноязычные составляли 0,86 % населения независимо от расы.
В составе 33,30 % из общего числа домашних хозяйств проживают дети в возрасте до 18 лет, 61,00 % домашних хозяйств представляют собой супружеские пары проживающие вместе, 8,00 % домашних хозяйств представляют собой одиноких женщин без супруга, 27,00 % домашних хозяйств не имеют отношения к семьям, 23,50 % домашних хозяйств состоят из одного человека, 11,00 % домашних хозяйств состоят из престарелых (65 лет и старше), проживающих в одиночестве. Средний размер домашнего хозяйства составляет 2,56 человека, и средний размер семьи 3,03 человека.
Возрастной состав округа: 26,30 % моложе 18 лет, 7,80 % от 18 до 24, 27,50 % от 25 до 44, 23,20 % от 45 до 64 и 23,20 % от 65 и старше. Средний возраст жителя округа 37 лет. На каждые 100 женщин приходится 96,10 мужчин. На каждые 100 женщин старше 18 лет приходится 93,30 мужчин.
Средний доход на домохозяйство в округе составлял 39 307 USD, на семью — 45 735 USD. Среднестатистический заработок мужчины был 32 933 USD против 23 339 USD для женщины. Доход на душу населения составлял 18 670 USD. Около 6,00 % семей и 8,00 % общего населения находились ниже черты бедности, в том числе — 10,10 % молодежи (тех, кому ещё не исполнилось 18 лет) и 9,20 % тех, кому было уже больше 65 лет.